# Jakob Samuel

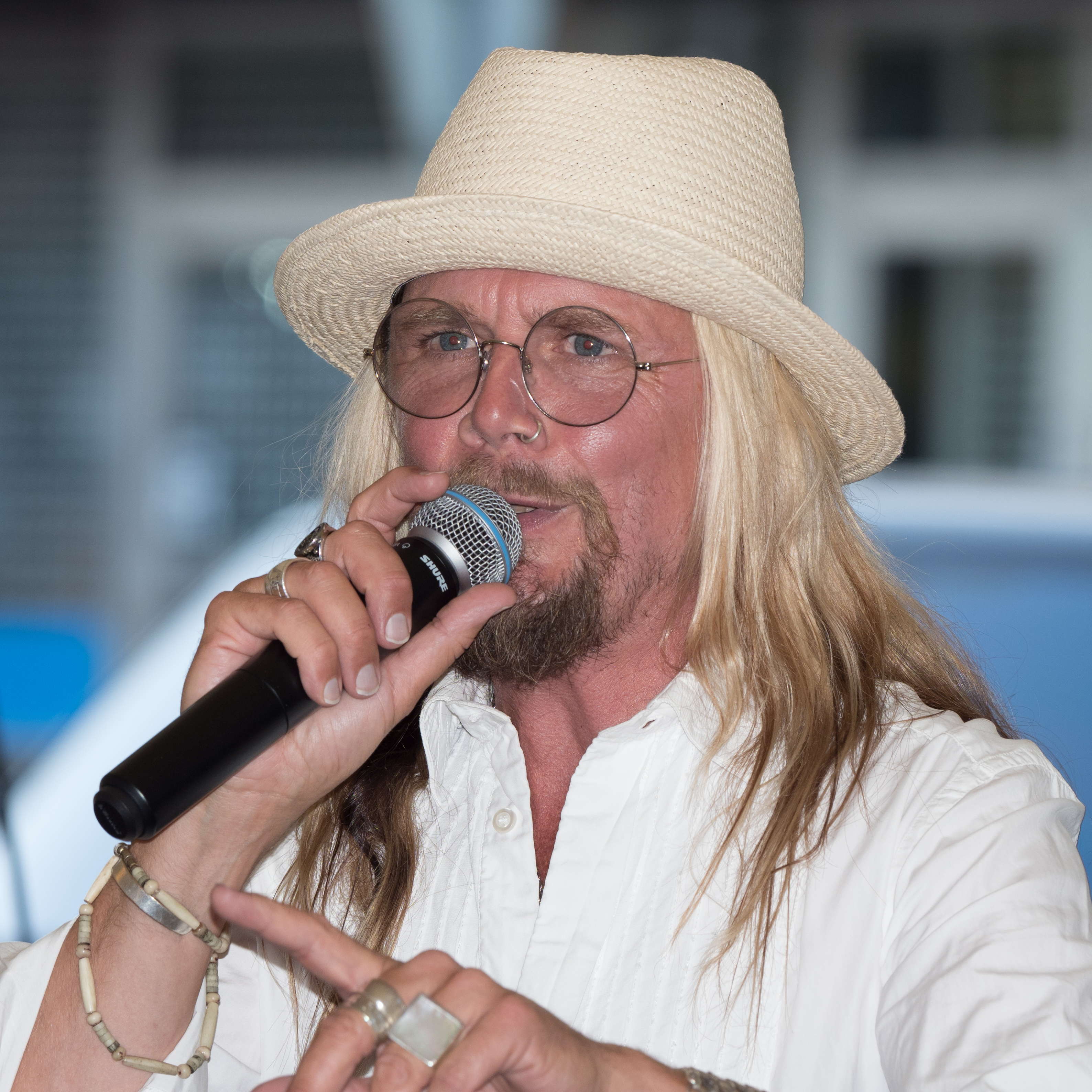
Jakob Samuelsson i Vaxholm 2018.

Jakob Samuel, egentligen Karl Erik Jakob Samuelsson, född 19 februari 1969 i Stockholm, är en svensk sångare. Han sjöng i rockbandet The Poodles och har tidigare varit medlem i band som exempelvis Talisman och The Ring.

## Biografi
Jakob Samuel växte upp på Lidingö och är son till prästen Bengt Samuelsson och dirigenten Kerstin Nerbe. Han gick gymnasiet på social linje i Hersby gymnasium. 
Hans band Yale Bate, där han spelade trummor, vann Rock-SM i kategorin "under 20" 1988. I mitten av 1990-talet startade han bandet Jekyll & Hyde där han var sångare. Han var sångare i hårdrocksgruppen The Poodles mellan 2005 och 2018. Bandet deltog bland annat i Melodifestivalen 2006 och kom då på fjärde plats.
Jakob Samuel medverkade år 2011 i TV4:s Körslaget. I programmet nämnde han att han flyttade till Sjöbo i Skåne när han var åtta år. När han var 16 år så flyttade han till Stockholm. I december 2011 var han huvudperson i SVT-programmet Här är ditt kylskåp, där han berättade att han och hans hustru sedan många år är vegetarianer.
Jakob Samuel är gift och har fyra barn, varav ett är sångerskan Cornelia Jakobs, som vann Melodifestivalen 2022.

## Tidigare band
- Yale Bate
- Talisman
- Grand Slam
- Totem
- Jekyll & Hyde
- Treasure Land
- Midnight Sun
- Lust
- The Ring
- Baby Dolls
- Lifeline
- The Poodles